# Fissidens pacificus
Fissidens pacificus är en bladmossart som beskrevs av Johan Ångström 1872. Fissidens pacificus ingår i släktet fickmossor, och familjen Fissidentaceae. Inga underarter finns listade i Catalogue of Life.